# Lymantria arrheta
Lymantria arrheta este o specie de molii din genul Lymantria, familia Lymantriidae, descrisă de Collenette 1959 Conform Catalogue of Life specia Lymantria arrheta nu are subspecii cunoscute.